# Capsicum hunzikerianum
Capsicum hunzikerianum es una especie del género Capsicum de las solanáceas, originaria del sureste de Brasil donde se encuentra silvestre y es endémico. Fue descrito por vez primera por Gloria E. Barboza & Luciano de Bem Bianchetti en 2005 de un espécimen localizado en 1986 en una estrecha zona de Mata Atlántica de « Estação Biológica de Boracéia » (Brasil).

## Características
Capsicum hunzikerianum es un arbusto glabro de 1 a 3 metros de altura con poca ramificación, con nodos y en el que el tallo está hueco, siendo los tallos jóvenes de color violáceo. Las hojas son generalmente solitarias, raramente en pares y son de 3 a 4 veces más largo que ancho, de ovadas a elípticas, son coriáceas y descoloridas, parte cónica e irregular en forma de cuña, el margen ligeramente curvado. Las hojas son entre 9,5 y 20 cm de largo y entre 2,5 y 7 cm de ancho. Los pecíolos tienen una longitud de 0,8 a 2 cm.
En los brotes de las ramas se presentan de 2 a 3 flores. El tamaño medio es de entre 2 y 3,8 cm de largo cuyos pedúnculos se dirigen hacia arriba durante la floración o ligeramente doblados hacia abajo después. El cáliz en forma de copa es de 5,5 a 6,5 mm en el cual hay cinco dientes que pueden llegar a diez, son de una longitud de 2,5 a 4,5 mm. Los pétalos al abrirse forman la flor que es lobulada y tienen forma de estrella con 10 a 14 mm de largo y de 10 a 18  mm de ancho. Desde el exterior, los pétalos son de un color blanco puro, el interior con un color verdoso con manchas violeta a púrpura en los lóbulos. El interior del tubo de la flor de 6 a 8 mm de largo y de 3,5 a 5 mm de ancho, casi triangular tiene manchas de color amarillo verdoso. Los estambres de 2 a 3 mm son amarillentos. El ovario es esférico de aproximadamente 1 a 1,5 mm de altura, el estilo grueso al final, y de 5 a 6 mm de largo. El estigma con dos labios.
Desde la fecundación de las flores desarrollan una baya redonda, ligeramente comprimida, con picor al paladearlos, que son inicialmente verde, que maduran a amarillento verdoso y se caen fácilmente de la planta. El tamaño es mayor que en otras especies silvestres de 6 a 8 mm × 7 a 9 mm. En el fruto, hay de diez y veinte semillas de color marrón negruzco que tienen un tamaño de 2,5 a 2,5 × 3 a 3,5 mm de espesor y una gruesa testa.

## Diferencias con otras especies de Capsicum
C. hunzikerianum es una especie que se distingue principalmente por ser una de las mayores plantas y tener las flores más grandes del género. La adaptación a los ambientes pantanosos es muy inusual para el género. El aspecto de la planta es similar a los de la especie C. cornutum, lo que sugiere una estrecha relación de la especie. Existen diferencias principalmente en el tamaño de la flor, los lugares y la total falta de pelos en C. hunzikerianum.
C. hunzikerianum tiene en contraste con todos los Capsicum domesticados en cultivo, 13 pares cromosómicos en lugar de los 12 de los domesticados. Las investigaciones de las especies silvestres y semi-silvestres de los Capsicum brasileños mostraron que el número de especies con 13 pares de cromosomas es significativamente mayor de lo que se creía en un principio. Estos resultados se presentan en algunas de las hasta ahora no probadas suposiciones acerca de la historia evolutiva de los géneros Capsicum en cuestión. Ejemplo, se creía que el par 13 de cromosomas causados por mecanismos tales como la fisión céntrica (centric fission). Sin embargo, desde entonces, se ha encontrado que los 12 pares restantes "originales" de cromosomas carecen de cualquier característica que pueda indicar una fisión céntrica, por lo cual esta teoría puede ser considerada como incorrecta. Más bien, ahora resulta ser más probable que el grupo de especies con 13 pares de cromosomas es el original, mientras que en la creciente propagación de las especies hacia el norte un par de cromosomas se pierde en forma todavía inexplicable. Las especies con sólo 12 pares de cromosomas en consecuencia cambiaron su apariencia, por ejemplo predominantemente mediante la formación de frutos rojos. Al igual que en el área de distribución original sureste de Brasil se mantuvieron las condiciones climáticas constantes, donde las especies con 13 pares de cromosomas fueron capaces de sobrevivir, mientras que más al norte penetraron en especial las especies con 12 pares de cromosomas.

## Hábitat
C.hunzikerianum es una especie muy diferente de las otras; esta especie crece endémica sólo en un área muy limitada en zonas muy húmedas pantanosas y de nieblas de la Mata Atlántica en  « Estação Biológica de Boracéia » en la proximidad de Biritiba-Mirim y Salesópolis.

## Taxonomía
Capsicum hunzikerianum fue descrita en 2005 por Gloria E. Barboza & Luciano de Bem Bianchetti mediante un espécimen, que se recogió en junio de 1986 y el trabajo fue publicado en « Systematic Botany 30: 867. 2005. (Syst. Bot.) »
Citología
- El número cromosómico del género Capsicum es de 2n=24, pero hay algunas especies silvestres con 26 cromosomas entre ellas C. friburgense que tiene 13 parejas de cromosomas (otros capsicum tienen 12)[8][9]

Etimología
Capsicum: neologismo botánico moderno que deriva del vocablo latino capsŭla, ae, ‘caja’, ‘cápsula’, ‘arconcito’, diminutivo de capsa, -ae, del griego χάψα, con el mismo sentido, en alusión al fruto, que es un envoltorio casi vacío. En realidad, el fruto es una baya y no una cápsula en el sentido botánico del término.
hunzikerianum: epíteto latino, puesto en honor del estudioso del género Capsicum Armando T. Hunziker.